# Piotr Alawdin
Piotr Władimirowicz Alawdin (ur. 1943, zm. 21 czerwca 2020) – białoruski specjalista w zakresie budownictwa, prof. dr hab. inż.

## Życiorys
W 1966 ukończył studia budownictwa w Białoruskim Instytucie Politechnicznym, 12 maja 1969 obronił pracę doktorską, 19 maja 1993 habilitował się na podstawie pracy zatytułowanej Optymalizacja i stany graniczne konstrukcji sprężysto-plastycznych przy obciążeniach zmiennych. 17 kwietnia 1994 nadano mu tytuł profesora w zakresie nauk technicznych.
Został zatrudniony na stanowisku profesora w Katedrze Teorii Konstrukcji na Wydziale Budownictwa i Architektury Zachodniopomorskiego Uniwersytetu Technologicznego w Szczecinie, oraz w Instytucie Budownictwa na Wydziale Budownictwa, Architektury i Inżynierii Środowiska Uniwersytetu Zielonogórskiego.
Był kierownikiem w Katedrze Teorii Konstrukcji na Wydziale Budownictwa i Architektury Zachodniopomorskiego Uniwersytetu Technologicznego w Szczecinie i członkiem zarządu głównego Polskiego Towarzystwa Mechaniki Teoretycznej i Stosowanej (PTMTS).
Zmarł 21 czerwca 2020.